# 岡部宿

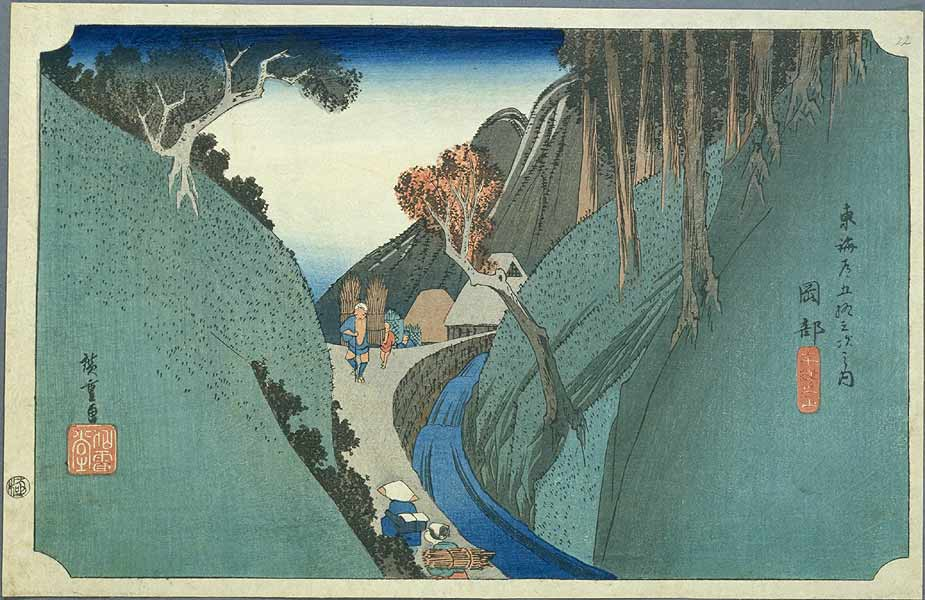
歌川広重『東海道五十三次・岡部』

岡部宿（おかべしゅく、おかべじゅく）は、東海道五十三次の21番目の宿場である。現在の静岡県藤枝市岡部町。

## 概要

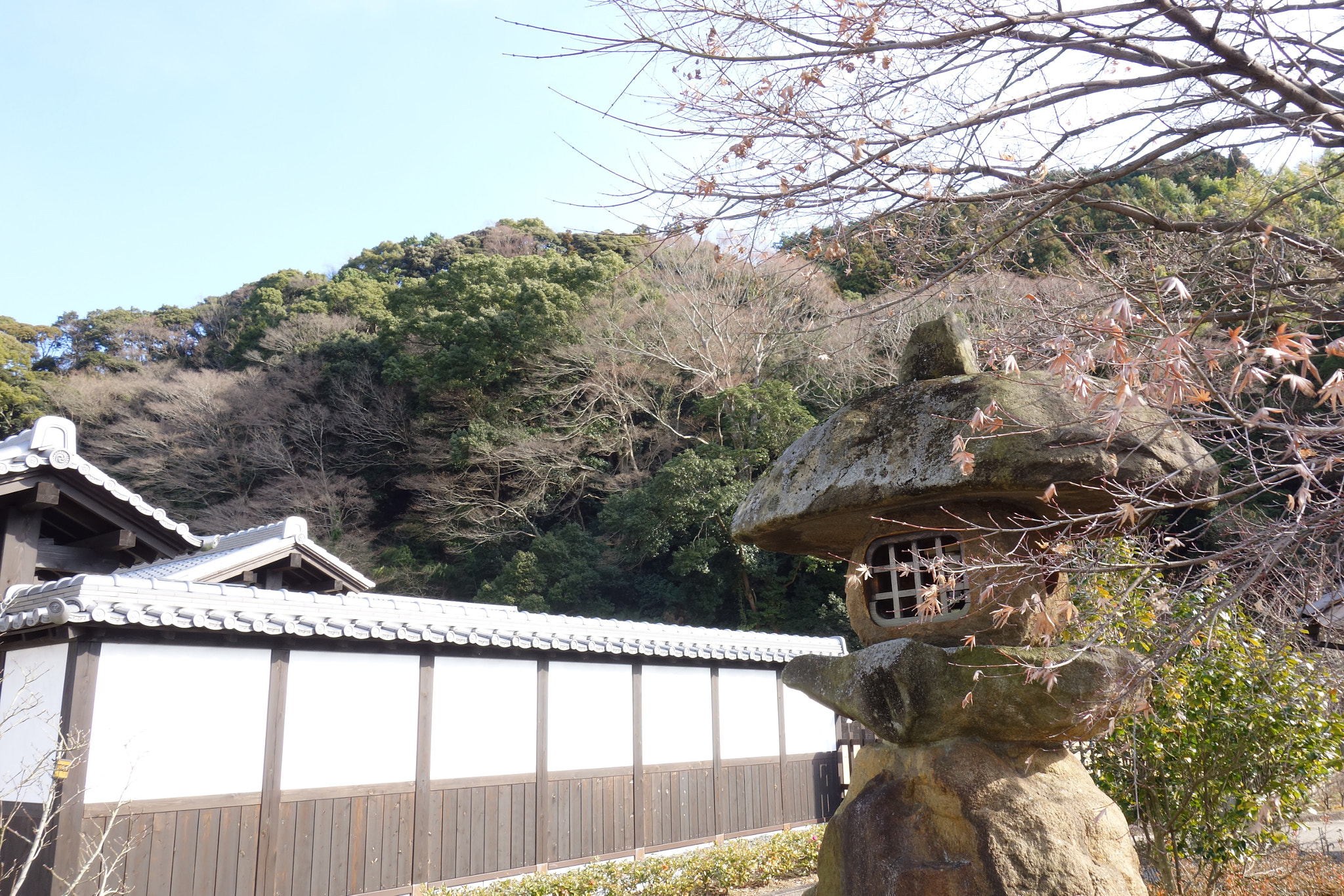
岡部宿内野本陣史跡

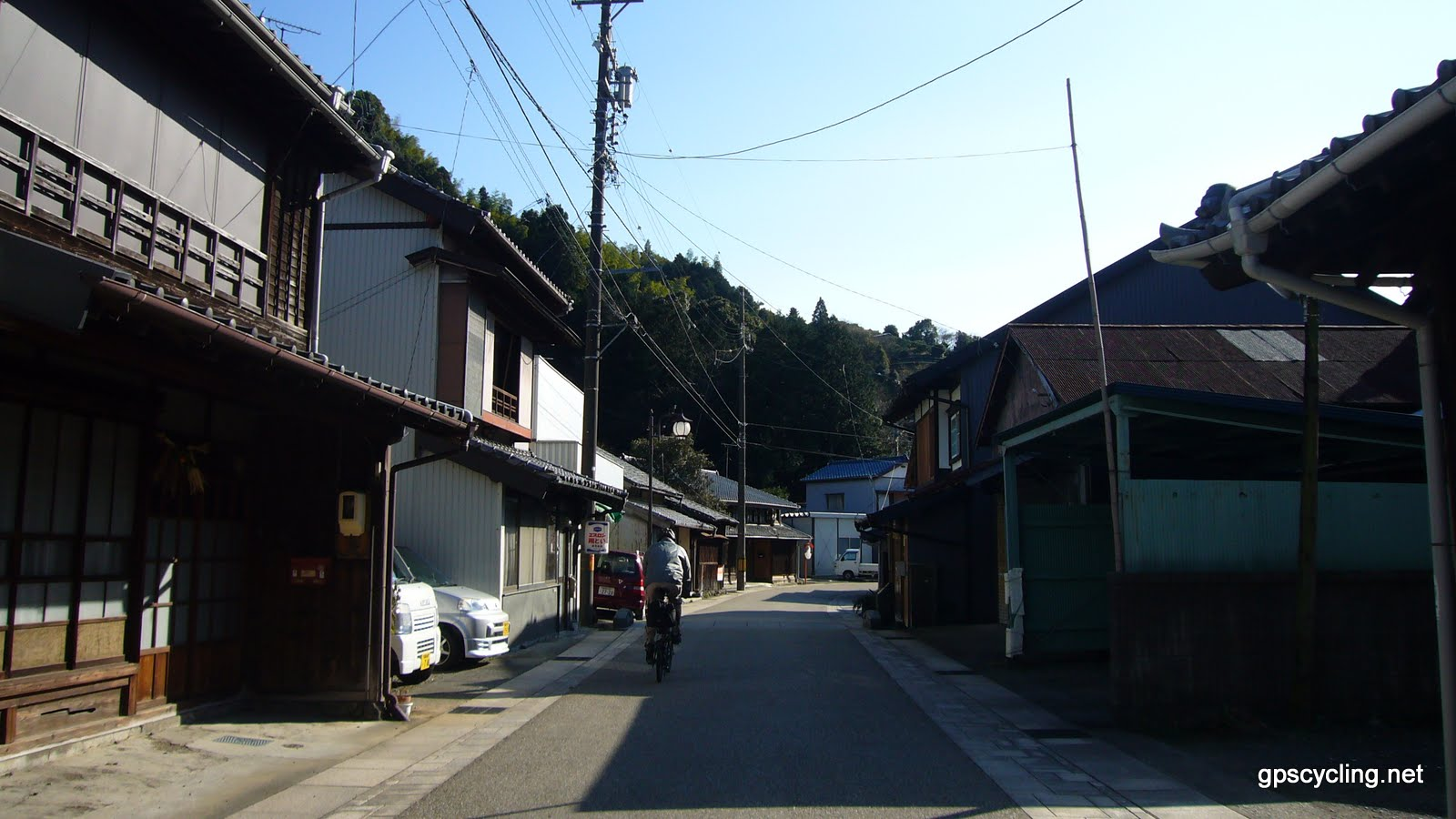
岡部宿・宇津ノ谷地区

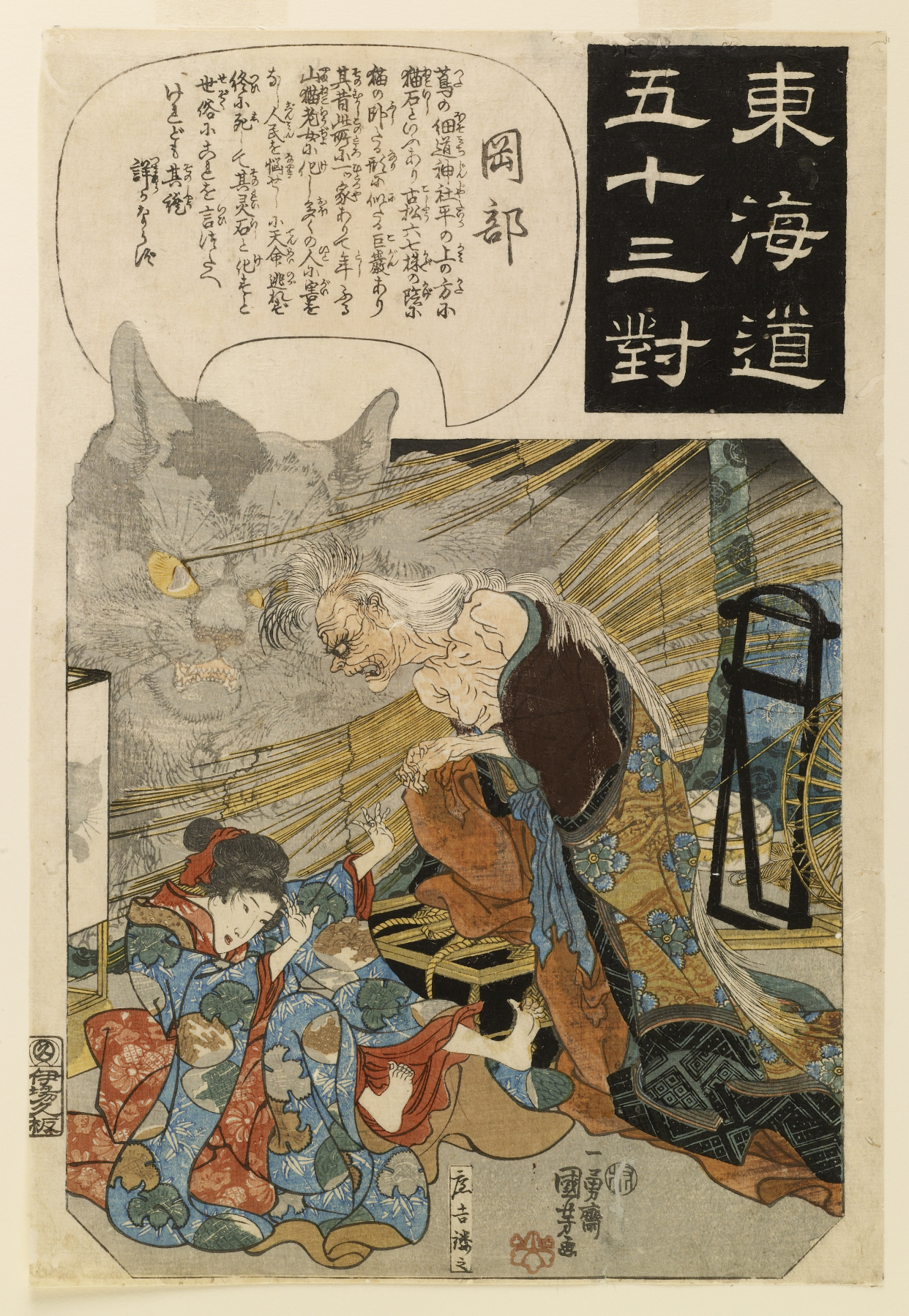
歌川国芳「東海道五十三對　岡部」
（岡部の猫石と、岡崎の化け猫騒動を描いた鶴屋南北 (4代目)作「独道五十三駅」を題材に描いたもの）。

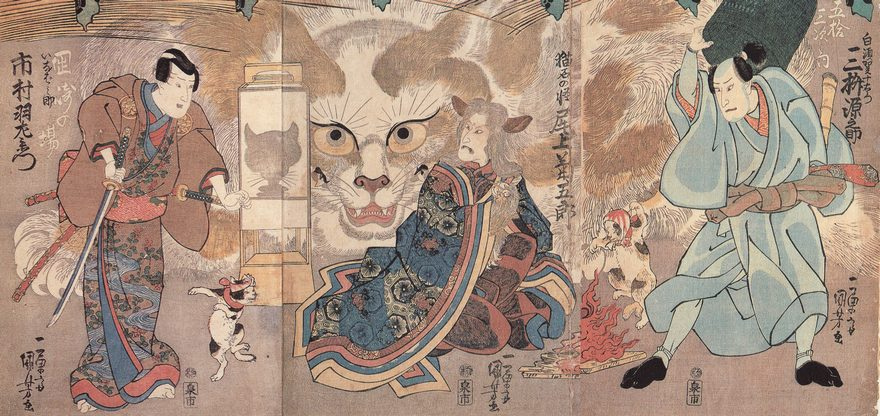
歌川国芳が同じく岡部・岡崎の化け猫を題材にした『梅初春五十三駅』

隣の鞠子宿（静岡市）との間の旧国道1号（静岡県道208号藤枝静岡線）沿いや宇津ノ谷地区には、昔の街並が残る。
1836年（天保7年）再建の旅籠・柏屋（かしばや）は、国の登録有形文化財に登録されている。また「岡部宿本陣址」（岡部宿内野本陣史跡広場）および内谷地区に残る「旧東海道の松並木」は藤枝市の史跡に指定されている。
また2020年（令和2年）6月19日には、岡部宿およびその周辺の文化財群である「坂下地蔵堂」「蘿径記碑（らけいきひ）」「十石坂観音堂」「大旅籠柏屋」「岡部宿本陣址」「東海道松並木（内谷地区）」が、文化庁の文化財保護制度「日本遺産」のストーリー『日本初「旅ブーム」を起こした弥次さん喜多さん、駿州の旅～滑稽本と浮世絵が描く東海道旅のガイドブック（道中記）～』の構成文化財の1つに認定された。
明治時代に入り東海道本線が建設される際、当初は岡部宿を通る予定であったが、地形が険しい上に遠回りとなる宇津ノ谷峠を避けて大崩海岸を経由するルートに変更された（鉄道唱歌には宇津ノ谷峠のトンネルであるかのような歌詞があるが、事実を歌っていない）ため、東海道本線は敷設されないこととなり、宿場町としては衰退した。これに関して蒸気機関車の煙や火の粉を心配した住民が線路の建設を拒んだ（鉄道忌避伝説）という俗説もあるが、当時の新聞記事や県の上申書には東海道の各宿で積極的な誘致運動が展開されていたという記録こそあれ、反対運動があったという記録はない。1925年（大正14年）には、藤相鉄道が駿河岡部に通じたものの、わずか11年で廃止された。

## 隣の宿
東海道
鞠子宿 - 岡部宿 - 藤枝宿